# Nkolmesseng
Nkolmesseng est un quartier populaire de la commune d'arrondissement de Yaoundé V, subdivision de la Communauté urbaine de Yaoundé. Il constitue le chef-lieu du 5e arrondissement de la ville de Yaoundé, capitale du Cameroun.

## Historique
Nkolmesseng, en langue ewondo, est formé de deux termes « Nkol » signifiant colline et « Messeng » qui est le pluriel de « asseng » et qui désigne les parasoliers. Nkolmesseng désigne ainsi la colline des parasoliers.

## Géographie
Nkolmesseng est limitrophe des quartiers Ngousso, Mfandena et Essos.

## Institutions

### Administration
- Maire de Yaoundé V[3]
- Sous préfecture de Yaoundé V[4]
- Brigades de gendarmerie de Nkolmesseng
- Chefferie traditionnelle de Nkolmesseng

### Éducation
Lycée de Nkolmesseng
Golden Bilingual Institute
COLLÈGE BILINGUE MK2

### Santé
Centre Médical d'Arrondissement (CMA) de Nkolmesseng

## Lieux de culte
- Paroisse Saint François d'Assise de Nkolmesseng
- Centre eucharistique Elig-Anya Bimi
- Église Presbytérienne du Cameroun
- Église adventiste du 7e jour
- Mission du Plein Évangile de Nkolmesseng